# Диспенсер, Ричард, 4-й барон Бергерш
Ричард ле Диспенсер (англ. Richard le Despenser; 30 ноября 1396 — 7 октября 1414, Мертон, Суррей, Королевство Англия) — английский аристократ, 4-й барон Бергерш с 1409 года. Сын Томаса ле Диспенсера, графа Глостера, и Констанции Йоркской. Унаследовал от своей бабки по отцу, Элизабет Бергерш, земли в Суррее и Кенте и связанный с ними баронский титул. 8 апреля 1413 года был посвящён в рыцари Бани.
После 23 мая 1412 года женился на Элеаноре Невилл, дочери Ральфа Невилла, 1-го графа Уэстморленда, и Джоан Бофорт. Спустя два года, в неполные 18 лет, Диспенсер умер, не оставив потомства. Его похоронили в аббатстве Тьюксбери (Глостершир). Его владения и титул перешли к сестре, Изабелле. Вдова барона вышла за Генри Перси, 2-го графа Нортумберленда.